# Carnaval de São Caetano
O Carnaval de São Caetano é uma festa realizada no município de São Caetano de Odivelas, no nordeste do Pará, a 100km de distância de Belém. A cidade recebe, durante um dos quatro dias de folia (de sábado à terça-feira), uma manifestação cultural tradicional que acontece há décadas em junho, mas que foi adaptada para o carnaval: o Boi de Máscaras. Juntamente com o arrastão, as bandas de Fanfarra, que tocam músicas parecidas com as do frevo pernambucano, se unem para o carnaval de rua que acontece todo ano.

## Boi de Máscaras e sua origem
A brincadeira do Boi de Máscaras começou com um grupo de pescadores em 1937 que compraram, na Ilha de Marajó, também no Pará, uma cabeça de boi verdadeira. Quando voltaram para o município, não queriam ser reconhecidos, e então, improvisaram a cabeça como máscara. A surpresa agradou os moradores, e a partir de então o boi mascarado foi chamado de Boi Tinga, sendo o primeiro dos outros Bois de Máscara da tradição.
O Boi de Máscara é a manifestação cultural representada por vários bois; depois do Boi Tinga, vieram os Bois Faceiro (criado também em 1937), o Mascote e a Vaca Velha. A tradição da brincadeira dos bois acontece há quase um século no mês de junho, e que, desde alguns anos até os dias de hoje, se mostraram presentes no carnaval local.
A diferença entre o Boi Tinga dos outros bois dançados em diferentes regiões do Nordeste é, que eles são dançados apenas por uma pessoa, chamado de “uma perna”, e cada vez que dança, é tirado o couro do boi. O Boi de São Caetano de Odivelas é dançado por duas pessoas, sendo quadrúpede, e não se tira o couro dele.

## Outros Personagens
Além dos Bois, há outros personagens que participam da folia todo ano. O Pierrô é uma figura do carnaval de Veneza que utiliza uma máscara com nariz proeminente, pintadas nas cores branco e preto, macacão bem largo (semelhante ao dos palhaços) costurado em tecidos de diversas cores, formando listras, e acessório na cabeça.
Os cabeçudos ou preás são personagens que vestem cabeças feitas de papel machê, desproporcionais ao corpo, saindo dele mãos e braços pequenos, deixando a fantasia bizarra e divertida. Também vestem um terno todo preto ou azul. Os buchuchos não têm vestimenta específica e podem ser diversos seres — dinossauros, zebras, fadas ou bruxas —, desde que representem um ser imaginário e engraçado, marcado pelo caráter extraordinário, e o vaqueiro que na folia é um exímio dançarino, exibe suas capacidades cênicas no encontro com o boi durante a dança. Juntos, todos esses personagens se unem para festejarem nas ruas do município com os foliões, que vão desde crianças, adultos e idosos, celebrando a tradição local.

## Bandas de Fanfarra
As bandas de Fanfarra geralmente são compostas em grupos com mais ou menos 15 integrantes, e apresentam instrumentos musicais de percussão e alguns instrumentos de sopro, sendo caracterizadas fanfarras simples. As bandas de Fanfarra no carnaval trazem músicas de velha guarda e também músicas mais atuais, havendo diversidade musical, além das músicas específicas que chamam os Bois para o arrastão, tocadas em ritmo frenético e acelerado por ser em período de Carnaval.